# Múscul serrat major
El múscul serrat major o múscul serrat anterior (musculus serratus anterior) és un dels tres músculs serrats del tronc. És un múscul situat a la cara lateral superior del tòrax. Està innervat per nervi toràcic llarg i irrigat per l'artèria toràcica lateral.

## Origen i insercions
S'origina amb nou allargaments en forma de dit a partir les nou costelles superiors i s'insereix en la vora medial de l'omòplat.
Té tres orígens:
- Part superior: costelles I i II (convergeixen moderadament).
- Part medial: costelles II a IV (divergeixen).
- Part inferior: costelles V a IX (convergeixen molt). En aquesta porció s'entrellaça amb les digitacions que donen origen al múscul oblic extern de l'abdomen.

En alguns casos poden ser deu allargaments, ja sigui de la primera a la novena costelles o només fins a les vuitena costella. Com que dos allargaments solen sorgir de la segona costella, el nombre d'allargaments és més gran que el nombre de costelles de les quals s'originen.
De la mateixa manera que té tres orígens, té tres grups d'insercions que donen lloc a un nom diferenciat:
- Serrat major superior: angle superior de l'omòplat.
- Serrat major medial: vora la part medial de l'omòplat.
- Serrat major inferior: angle inferior de l'omòplat.

## Acció
A la cintura escapular desplaça l'omòplat cap al centre i la fixa al tòrax en una acció conjunta amb els músculs romboides. La seva part superior eleva l'omòplat, la seva part mitjana baixa l'omòplat i la seva part inferior fa descendir l'omòplat i gira el seu angle inferior externament per permetre l'elevació del braç més enllà de la posició horitzontal, treballant conjuntament amb el múscul trapezi. Amb aquesta acció, té un paper important en la rotació cap amunt de l'escàpula, com ara en aixecar una sobrecàrrega de pes; i ho fa en sincronització amb les fibres superiors i inferiors del trapezi. En el tòrax, amb l'omòplat com a punt fix, eleva les costelles (inspiració).
La seva funció és l'abducció escapular (rotació amb el vèrtex inferior cap al costat) i adducció escapular. També, és la col·locació del tòrax per davant del braç i a la mateixa escàpula (omòplat).

## Imatges

Posició del múscul serrat major. Els omòplats es mostren semitransparents.
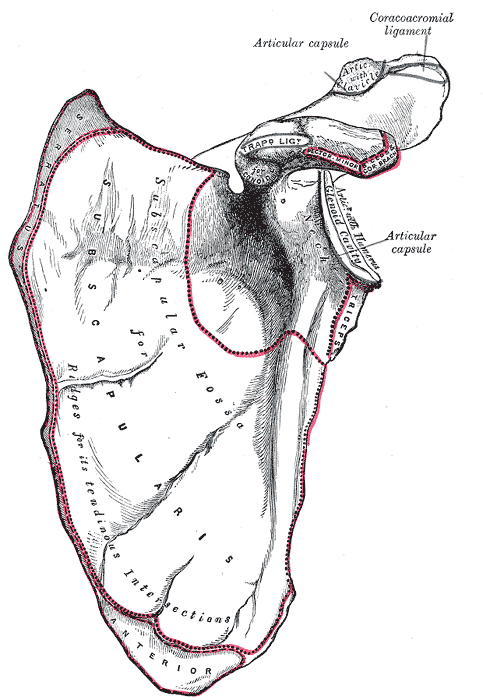
Omòplat esquerra, superfície costal. El punt de fixació per al serrat major es veu en la vora esquerra.
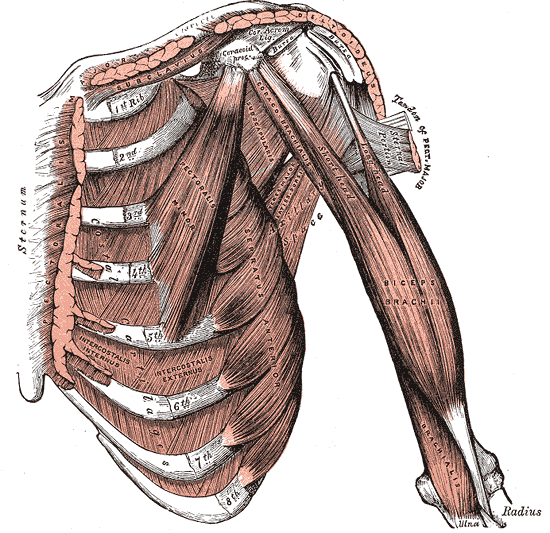
Músculs profunds del pit i la part davantera del braç, amb els límits de l'aixella. El serrat major apareix embolicant i unint a les costelles.

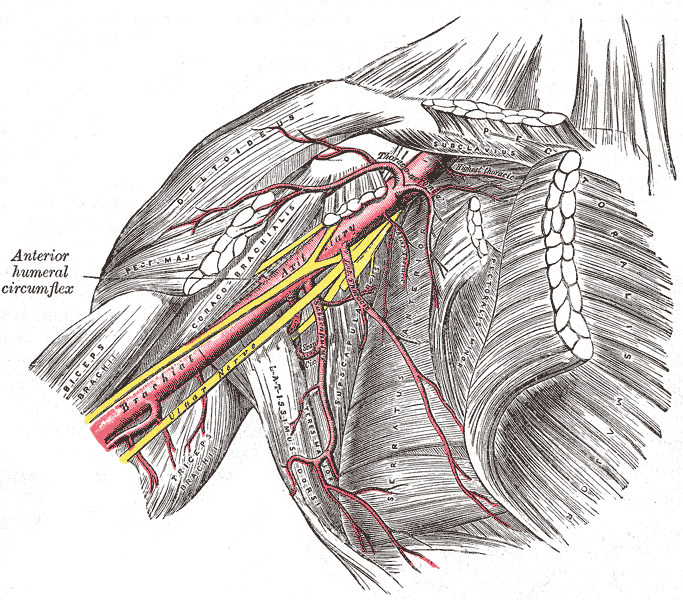
L'artèria axil·lar i les seves branques. El serrat major apareix al centre.
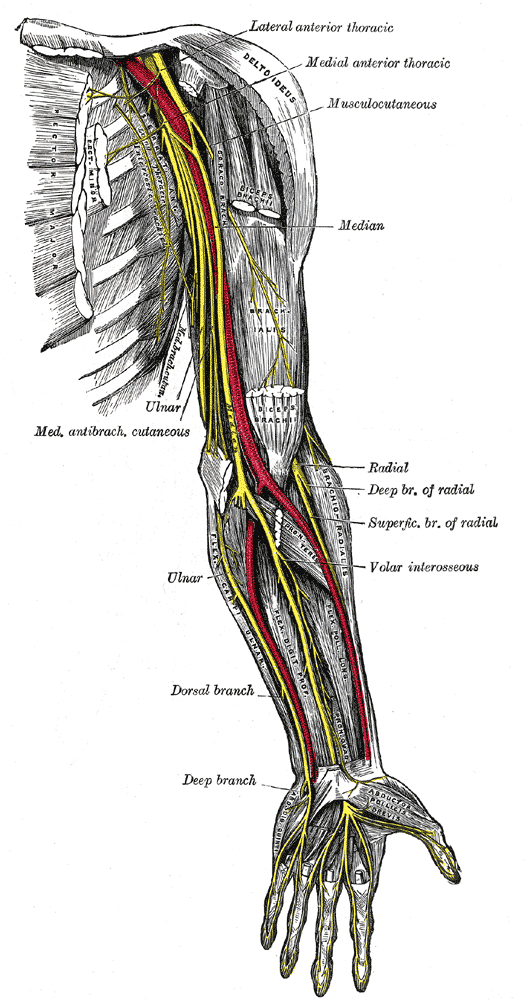
Nervis de l'extremitat superior esquerra. El serrat major es veu a l'esquerra de la línia vermella.
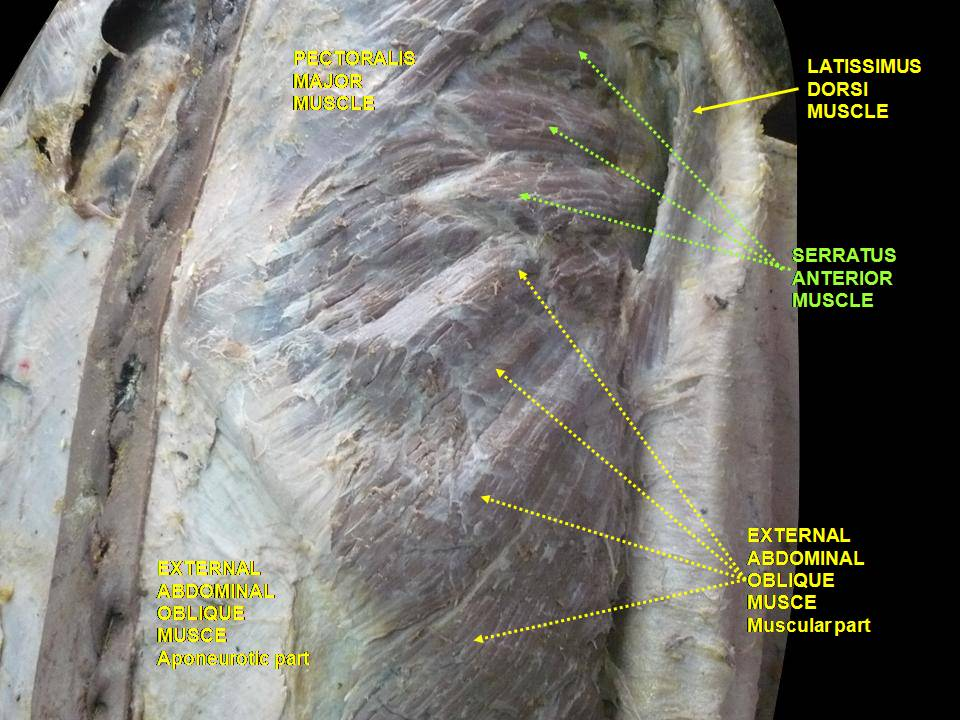
Dissecció profunda en una vista anterior. Apareix etiquetat el múscul serrat major.